# Mellecey
Mellecey település Franciaországban, Saône-et-Loire megyében. Lakosainak száma 1311 fő (2022. január 1.). Mellecey Fontaines, Dracy-le-Fort, Champforgeuil, Châtenoy-le-Royal, Farges-lès-Chalon, Givry, Mercurey, Saint-Denis-de-Vaux és Saint-Martin-sous-Montaigu községekkel határos.

## Népesség
A település népességének változása:
| Lakosok száma | 1270 | 1289 | 1343 | 1299 | 1311 | 1322 | 1316 | 1312 | 1311 |
|               | 2013 | 2015 | 2016 | 2017 | 2018 | 2019 | 2020 | 2021 | 2022 |